# Département de Gagnoa
Pour l’article homonyme, voir Gagnoa.
Le département de Gagnoa est un département de Côte d'Ivoire. 

## Chefs-lieux
- Gagnoa
- Guibéroua
- Ouaragahio